# 1924

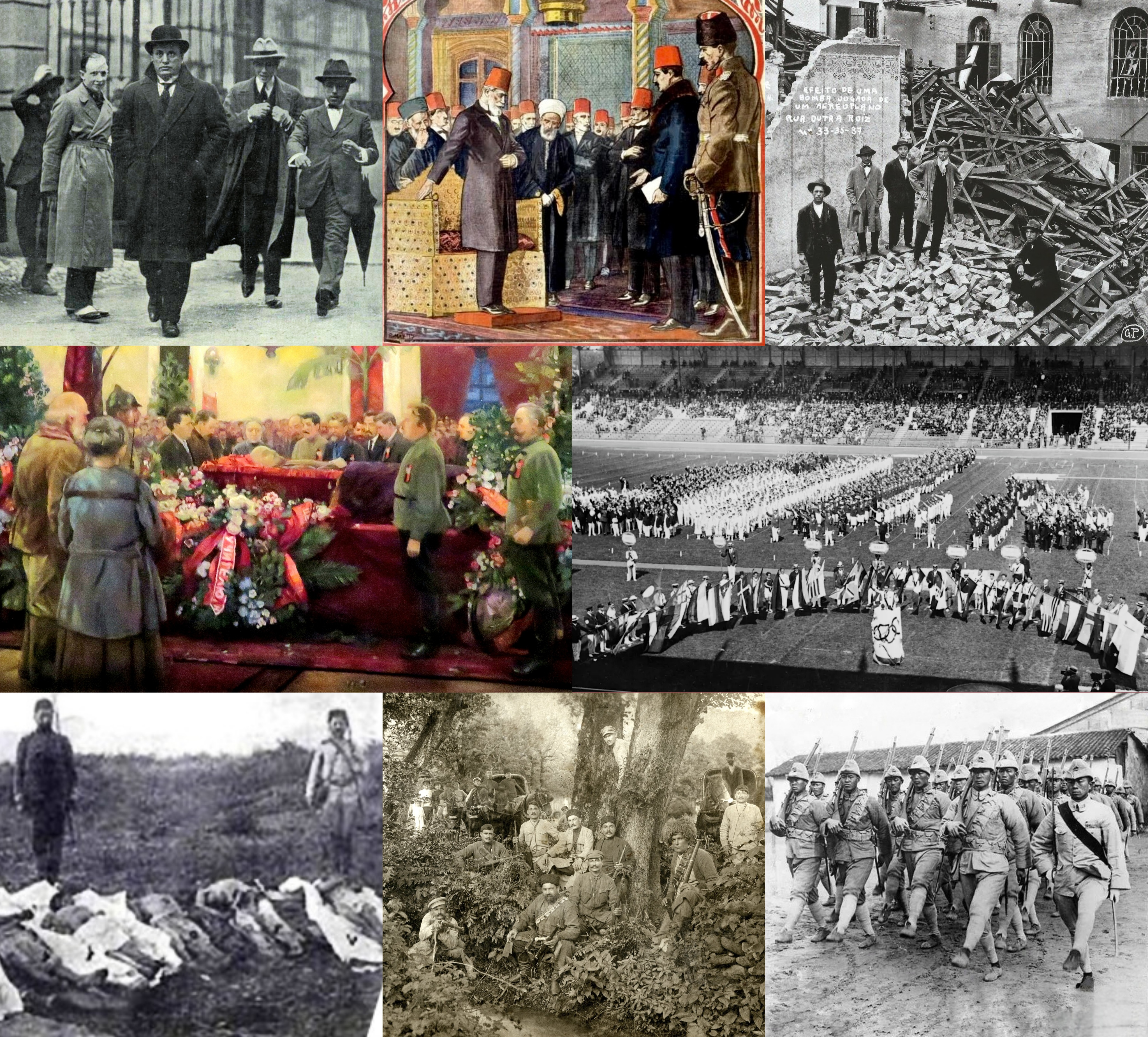

1924 (MCMXXIV) là một năm nhuận bắt đầu vào Thứ ba của lịch Gregory, năm thứ 1924 của Công nguyên hay của Anno Domini, the năm thứ 924  của thiên niên kỷ 2, năm thứ 24  của thế kỷ 20, và năm thứ  5   của thập niên 1920. 

## Sự kiện

### Tháng 5
- 5 tháng 5: Thành lập trường quân sự Hoàng Phố

### Tháng 10
- 23 tháng 10: Phùng Ngọc Tường phát động chính biến tại Bắc Kinh

### Tháng 11
- 5 tháng 11: Phổ Nghi bị trục xuất khỏi Tử Cấm Thành

### Tháng 12
- 24 tháng 12: Albania tuyên bố thành lập nước cộng hòa.

## Sinh

### Tháng 1

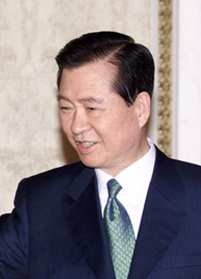
Kim Dae-jung

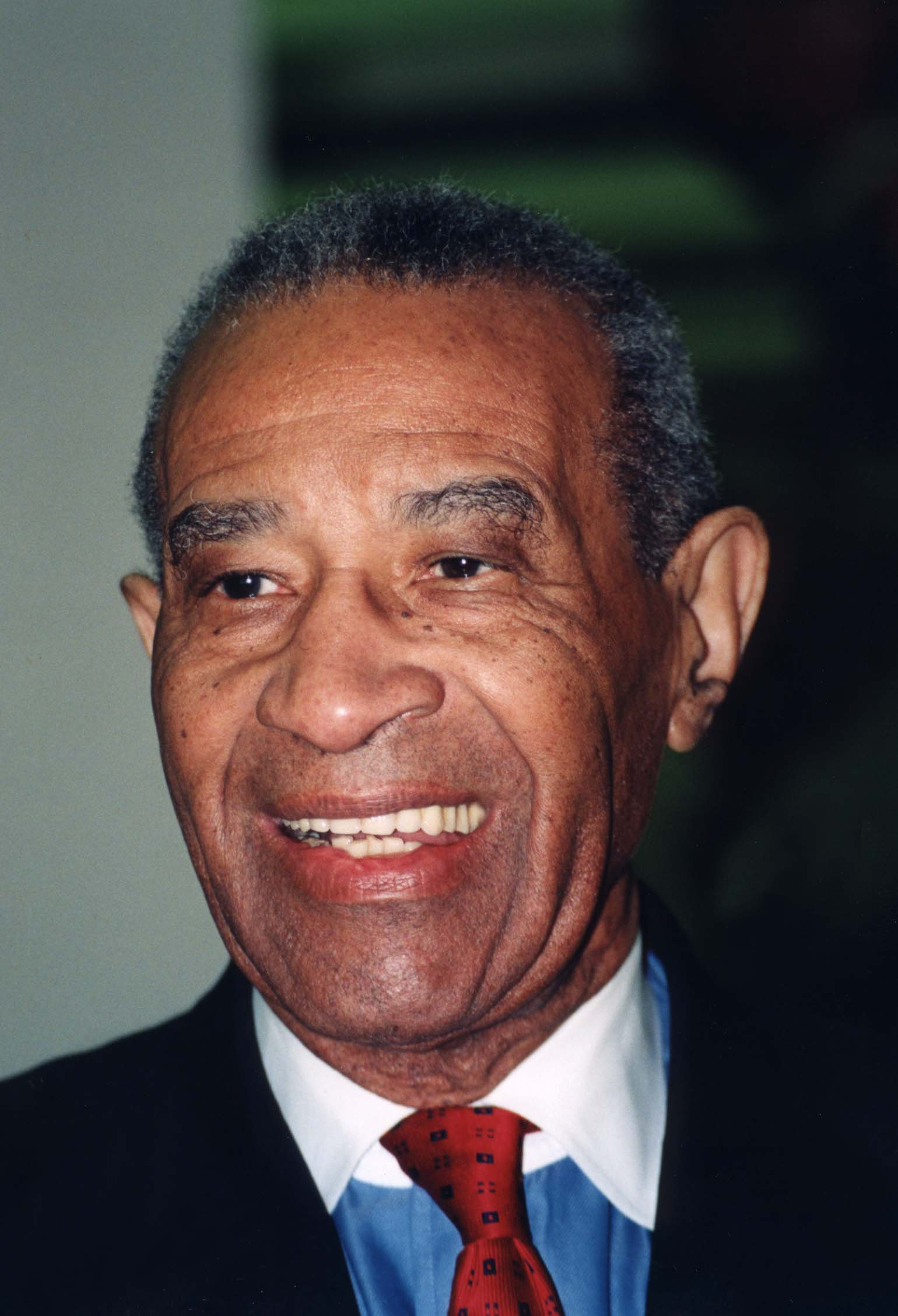
Max Roach

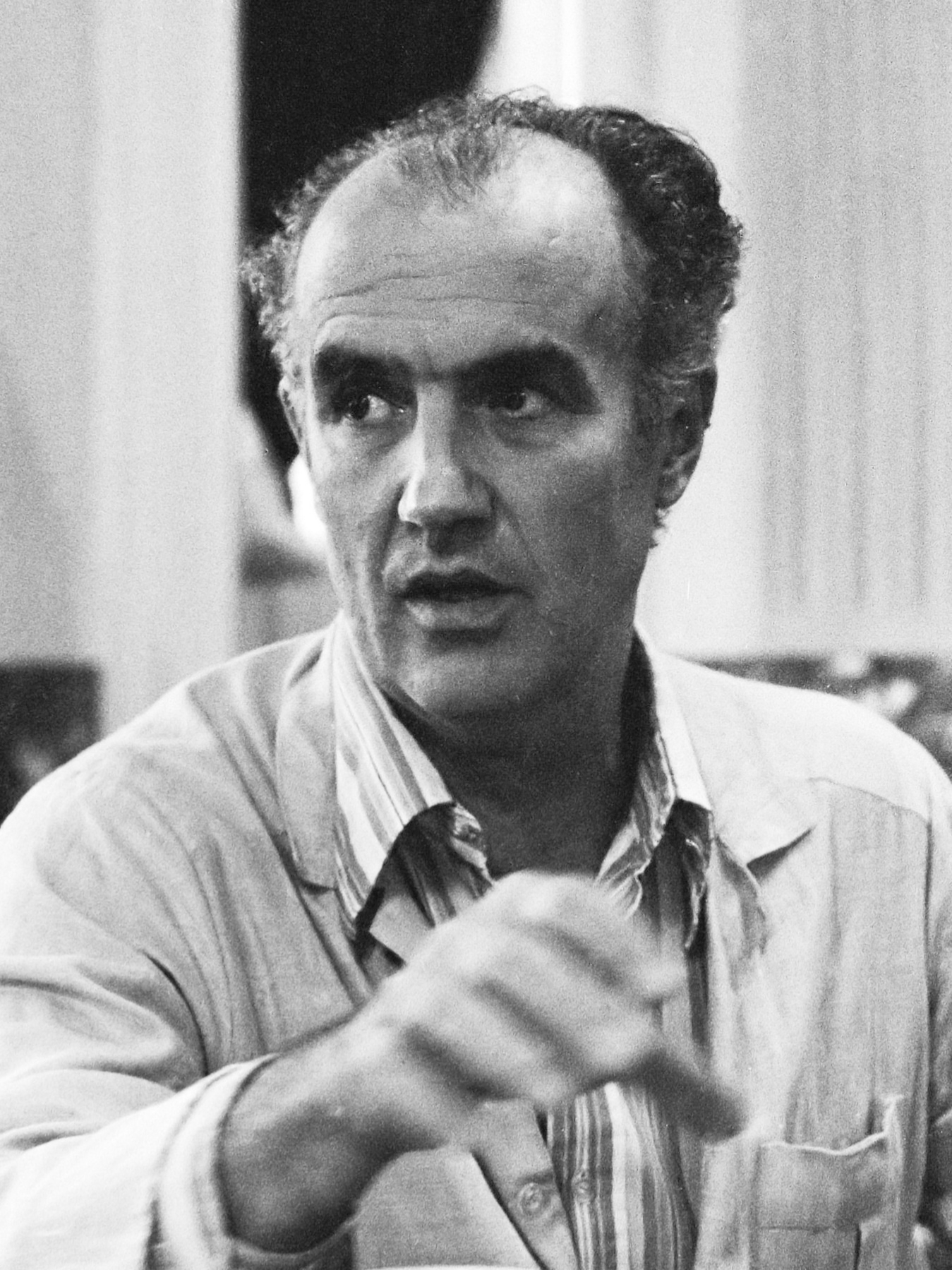
Luigi Nono

- 1 tháng 1 – Roberts Blossom, diễn viên và nhà thơ người Mỹ (m. 2011)
- 3 tháng 1 – Hank Stram, phát thanh viên và huấn luyện viên bóng đá người Mỹ
- 4 tháng 1 – Walter Ris, vận động viên bơi tự do người Mỹ
- 6 tháng 1: 
  - Earl Scruggs, nhạc sĩ người Mỹ (The Beverly Hillbillies)
  - Kim Dae-jung, Tổng thống thứ 15 của Hàn Quốc, người nhận giải Nobel Hòa bình (m. 2009)
- 7 tháng 1 – Geoffrey Bayldon, diễn viên người Anh
- 8 tháng 1 – Ron Moody, diễn viên người Anh
- 10 tháng 1 – Max Roach, nhà soạn nhạc, người chơi nhạc cũ gõ, người chơi trống (m. 2007)
- 11 tháng 1
  - Roger Guillemin, nhà tâm lý học người Pháp, đã từng nhận giải Nobel Prize về Sinh học hoặc Y tế
  - Sam B. Hall, nhà chính trị người Mỹ (m. 1994)
  - Slim Harpo, nhạc sĩ người Mỹ (m. 1970)
- 12 tháng 1 – Olivier Gendebien, tay đua người Bỉ (m. 1998)
- 13 tháng 1 – Roland Petit, vũ công/biên đạo múa người Pháp
- 16 tháng 1 – Katy Jurado, diễn viên người Mexico (m. 2002)
- 19 tháng 1 – Jean-Francois Revel, nhà văn người Pháp(m. 2006)
- 21 tháng 1 – Benny Hill, ca sĩ/diễn viên hài người Anh (m. 1992)
- 25 tháng 1 – Speedy West, nhạc sĩ người Mỹ (m. 2003)
- 26 tháng 1 – Annette Strauss, Thị trưởng của Dallas, Texas (m. 1998)
- 27 tháng 1 – Sabu, diễn viên người Ấn Độ (m. 1963)
- 28 tháng 1 – Betty Tucker, vận động viên bóng chuyền Mỹ
- 29 tháng 1 – Luigi Nono, nhà soạn nhạc người Ý (m. 1990)
- 30 tháng 1 – Lloyd Alexander, nhà văn người Mỹ (m. 2007)

### Tháng 2

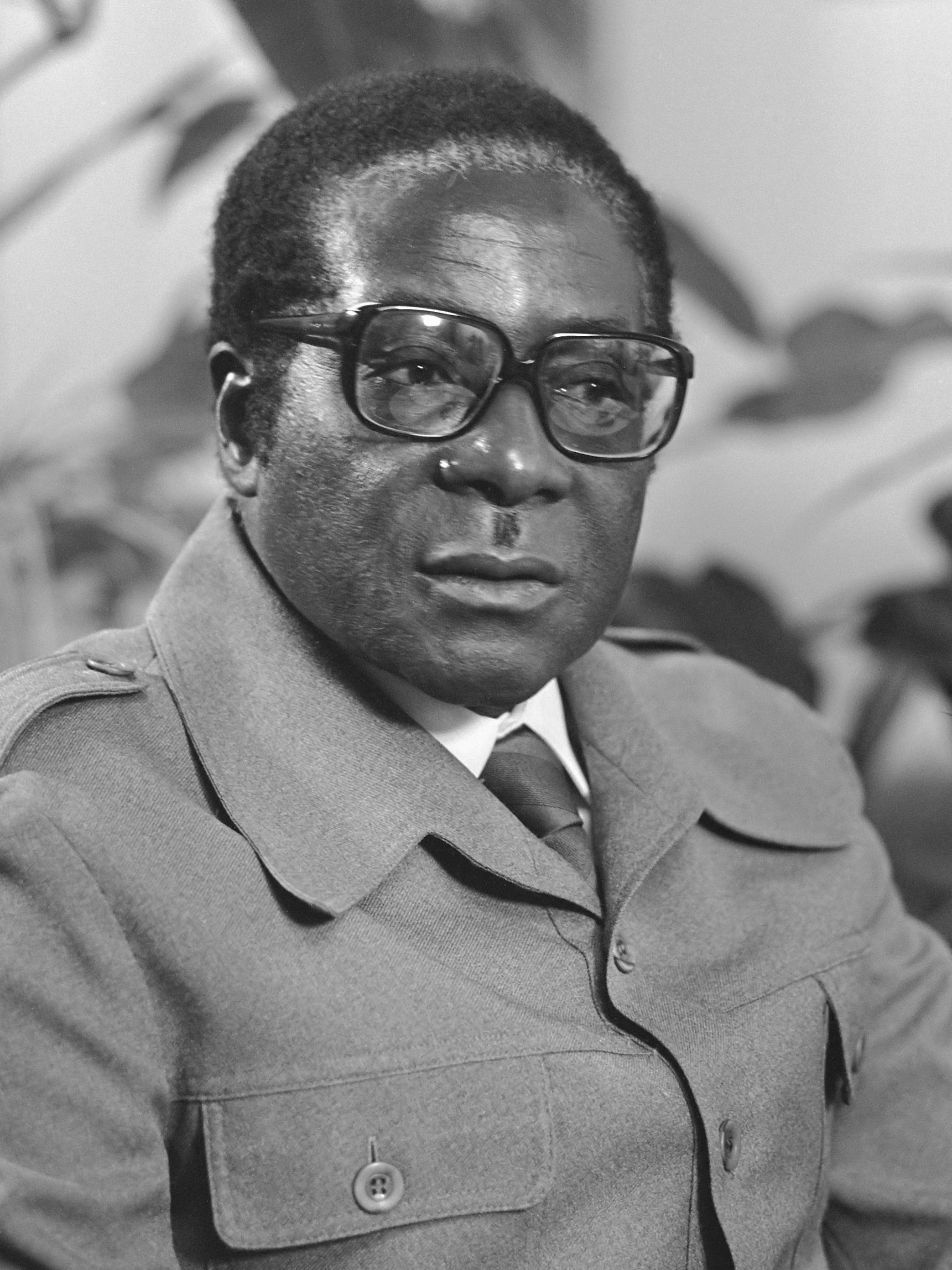
Robert Mugabe

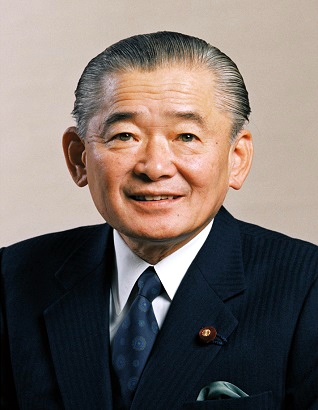
Noboru Takeshita

- 2 tháng 2 – Elfi von Dassanowsky, nhà soạn nhạc/nhà phát hành sinh ra tại Australia (m. 2007)
- 4 tháng 2 – Dorothy Harrell, vận động viên bóng chuyền Mỹ
- 7 tháng 2 – Hattie Jacques, ngôi sao người Anh của Carry On films (m. 1980)
- 9 tháng 2 – George Guest, người truyền kinh Xứ Wale (m. 2002)
- 14 tháng 2 – Juan Ponce Enrile, nhà chính trị người Philippin
- 17 tháng 2 – Margaret Truman, tiểu thuyết gia con duy nhất của tổng thống Mỹ Harry S. Truman và Bess Truman (m. 2008)
- 19 tháng 2 – Lee Marvin, diễn viên người Mỹ (The Dirty Dozen) (m. 1987)
- 20 tháng 2
  - Gerson Goldhaber, nhà vật lý/thiên văn học người Mỹ
  - Gloria Vanderbilt, chủ doanh nghiệp mỹ phẩm Mỹ
- 21 tháng 2 – Robert Mugabe, tổng thống đầu tiên của Zimbabwe (m. 2019)
- 23 tháng 2 – Allan McLeod Cormack, nhà vật lý người Nam Phi, từng được Nobel Prize về Sinh học hoặc Y tế (m. 1998)
- 26 tháng 2 – Noboru Takeshita, Thủ tướng thứ 46 của Nhật Bản (m. 2000)
- 29 tháng 2 – Al Rosen, vận động viên bóng rổ Mỹ (m. 2015)

### Tháng 3

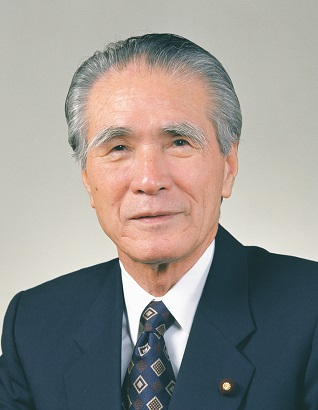
Tomiichi Murayama

- 1 tháng 3 – Deke Slayton, nhà du hành vũ trụ Mỹ (m. 1993)
- 2 tháng 3 – Wendell Wise Mayes, Jr..
- 3 tháng 3
  - Murayama Tomiichi, Thủ tướng thứ 52 của Nhật Bản.
  - John Woodnutt, diễn viên người Anh (m. 2006)
  - Lilian Velez, diễn viên Philippin (m. 1948)
- 4 tháng 3 – Kenneth O'Donnell, vệ sĩ của Tổng thống Mỹ John F. Kennedy (m. 1977)
- 7 tháng 3 – Kōbō Abe, tiểu thuyết gia người Nhật (m. 1993)
- 10 tháng 3 - Kim Dung, tiểu thuyết gia kiếm hiệp Hồng Kông (m. 2018)
- 15 tháng 3 – Walter Gotell, diễn viên người đức (m. 1997)
- 27 tháng 3 – Sarah Vaughan, ca sĩ nhạc Jazz người Mỹ (m. 1990)
- 28 tháng 3 – Freddie Bartholomew, diễn viên người Anh (m. 1992)
- 30 tháng 3 – Alan Davidson, nhà văn người Anh (m. 2003)

### Tháng 4

Phong Nhã

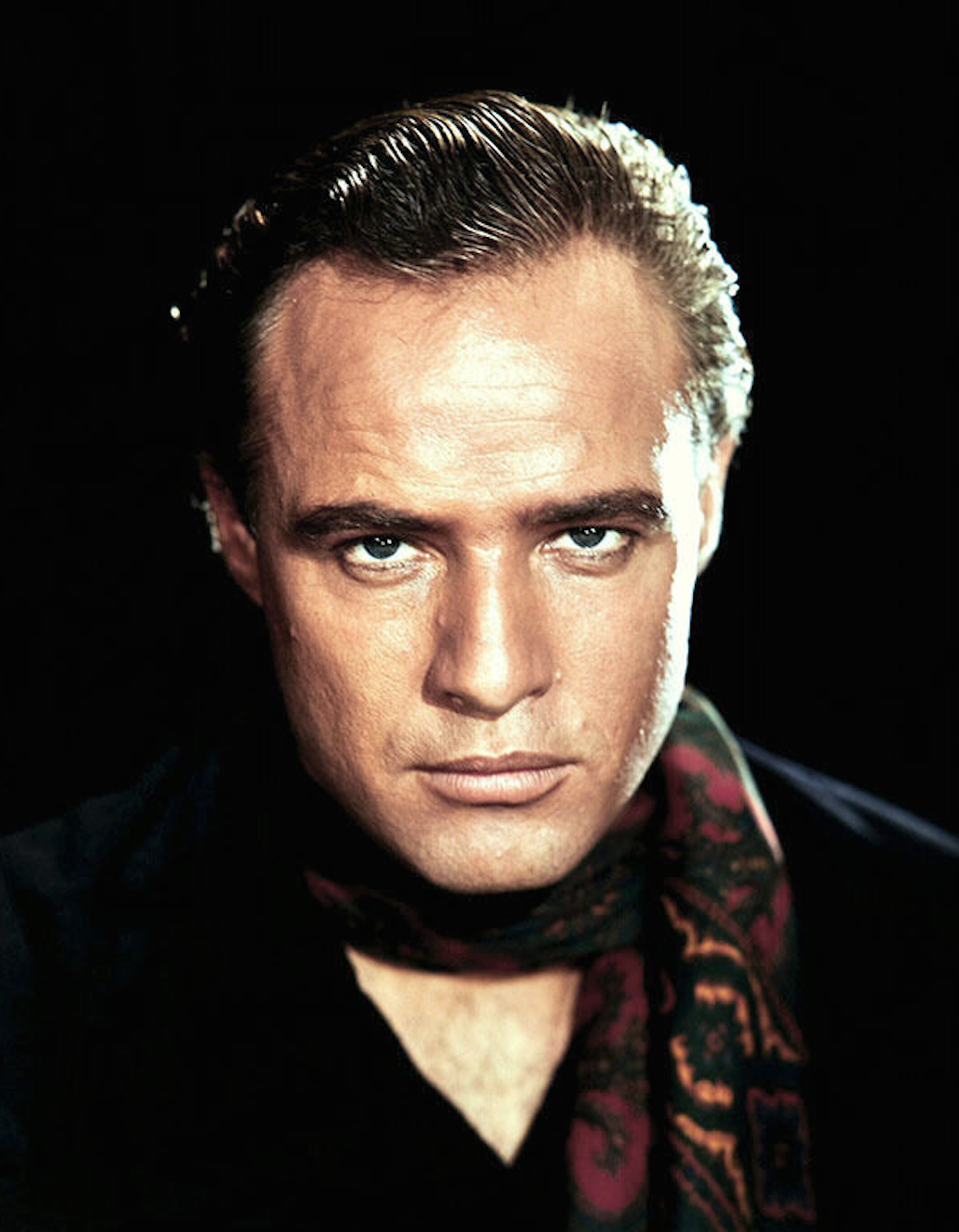
Marlon Brando

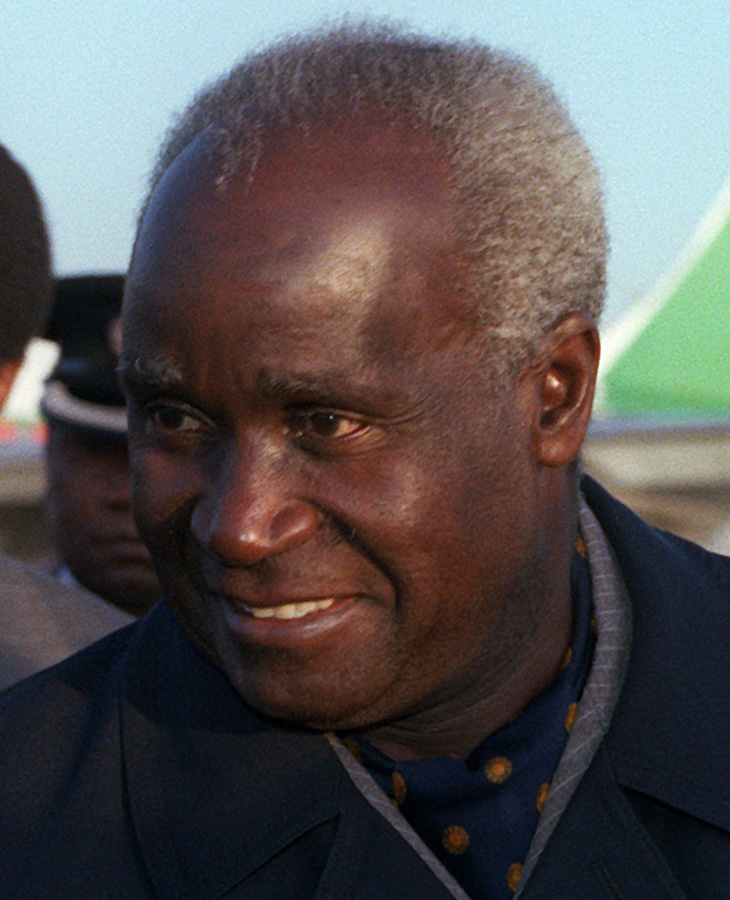
Kenneth Kaunda

- 1 tháng 4 – Brendan Byrne, Thống đốc bang New Jersey, Mỹ
- 3 tháng 4
  - Marlon Brando, diễn viên người Mỹ (The Godfather) (m. 2004)
  - Errol Brathwaite, diễn viên người New Zealand (m. 2005)
  - Josephine Pullein-Thompson, nhà văn người Anh
- 4 tháng 4: 
  - Gil Hodges, vận động viên bóng rổ người Mỹ (m. 1972)
  - Phong Nhã, nhạc sĩ người Việt Nam (m. 2020)
- 6 tháng 4 – Jimmy Roberts, ca sĩ người Mỹ (The Lawrence Welk Show) (m. 1999)
- 7 tháng 4 – Johannes Mario Simmel, nhà văn người Austrian (m. 2009)
- 12 tháng 4 – Raymond Barre, chính trị gia và tổng thống người Pháp (m. 2007)
- 14 tháng 4 – Philip Stone, diễn viên người Anh (m. 2003)
- 15 tháng 4 – Neville Marriner, nghệ sĩ vĩ cầm kiêm nhạc trưởng người Anh
- 16 tháng 4 – Henry Mancini, nhà soạn nhạc người Mỹ (m. 1994)
- 18 tháng 4
  - Clarence "Gatemouth" Brown, nhà soạn nhạc người Mỹ (m. 2005)
  - Henry Hyde, nhân viên của U.S. House of Representatives, Illinois (m. 2007)
- 19 tháng 4 – Al Balding, vận động viên golf Canada (m. 2006)
- 20 tháng 4 – Leslie Phillips, diễn viên người Mỹ
- 23 tháng 4 – Bobby Rosengarden, người chơi trống người Mỹ (m. 2007)
- 24 tháng 4 – Clement Freud, nhà văn người Anh, nhà chính trị politician (m. 2009)
- 28 tháng 4 – Kenneth Kaunda, tổng thống Zambia (m. 2021)

### Tháng 5

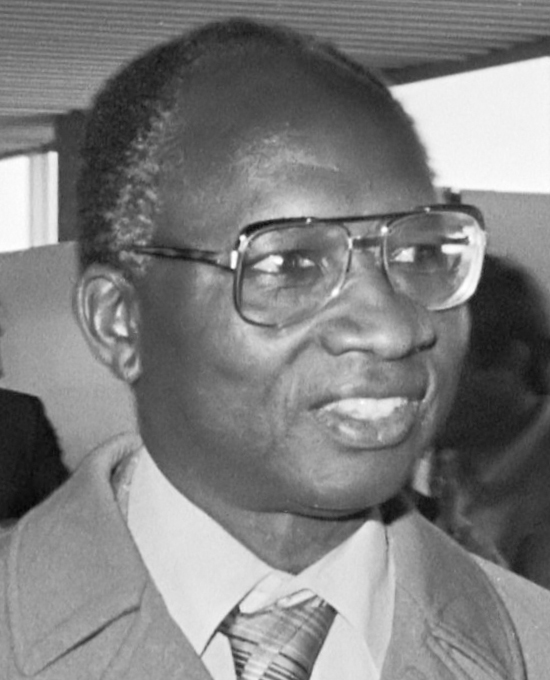
Dawda Jawara

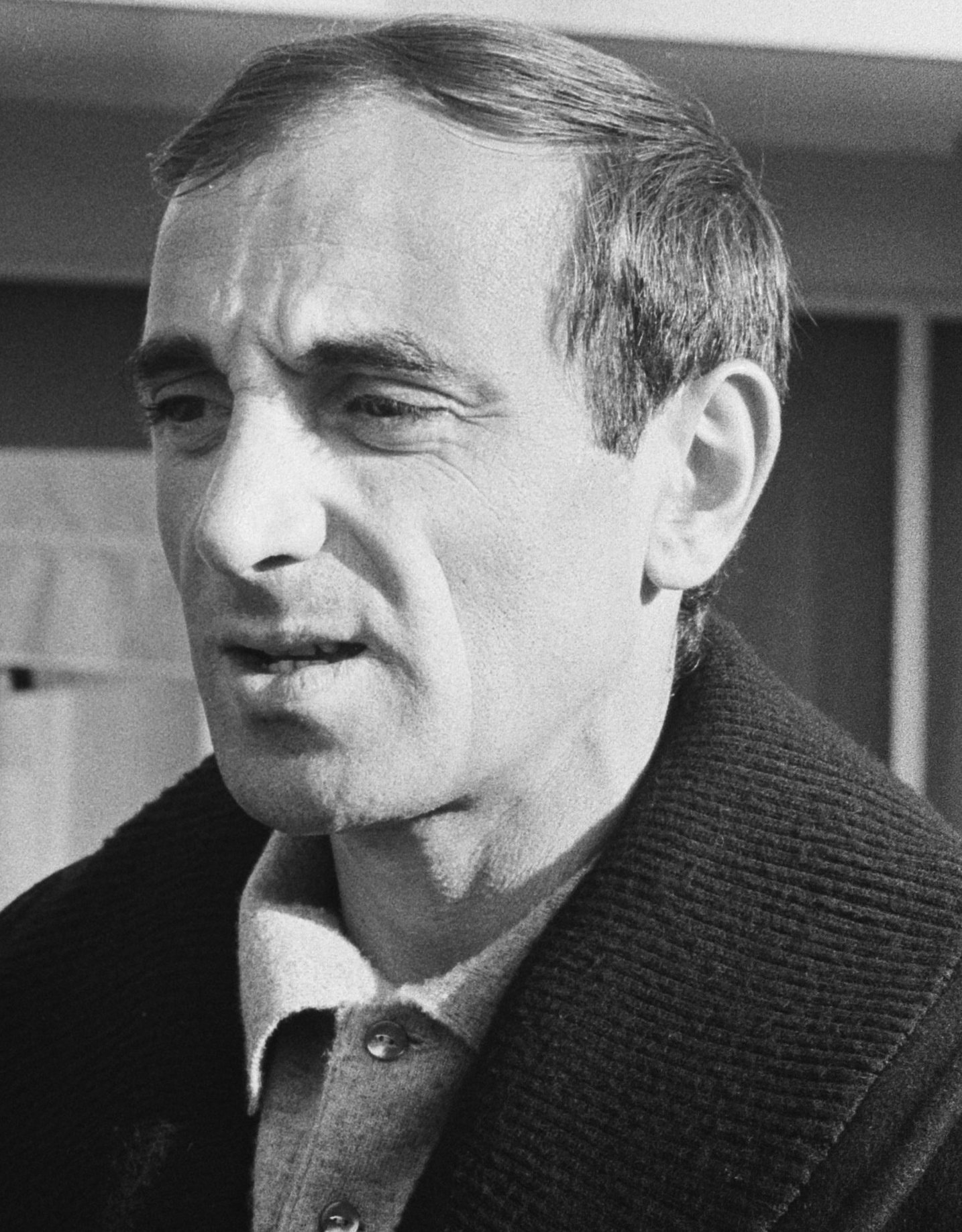
Charles Aznavour

- 1 tháng 5 – Art Fleming, (m. 1995)
- 2 tháng 5 – Jamal Abro, nhà văn người Sindhi (m. 2004)
- 10 tháng 5 – Zahrad, nhà thơ người Mỹ (m. 2007)
- 11 tháng 5 – Antony Hewish, nhà thiên văn học người Anh, từng nhận Giải Nobel Vật lý (m. 2021)
- 12 tháng 5 – Tony Hancock, nghệ sĩ hài người Anh (m. 1968)
- 18 tháng 5 – Priscilla Pointer, diễn viên người Mỹ
- 19 tháng 5 – Sandy Wilson, nhà soạn nhạc người Anh
- 22 tháng 5 – Charles Aznavour, ca sĩ/diễn viên/nhạc sĩ người Pháp (m. 2018)
- 24 tháng 5
  - Vincent Cronin, nhà sử học/sinh học người Anh
  - Maria Koepcke, nhà nghiên cứu chim người Đức (m. 1971)
- 29 tháng 5
  - Lars Bo, họa sĩ/nhà văn người Đan Mạch (m. 1999)
  - Lavonne [Pepper] Paire Davis, vận động viên bóng rổ người Mỹ

### Tháng 6

George H. W. Bush

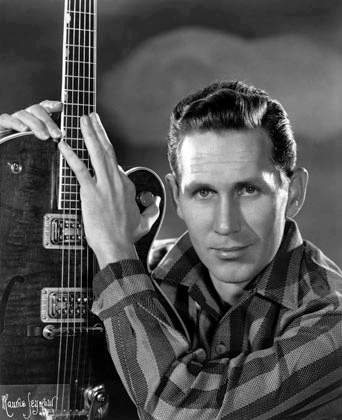
Chet Atkins

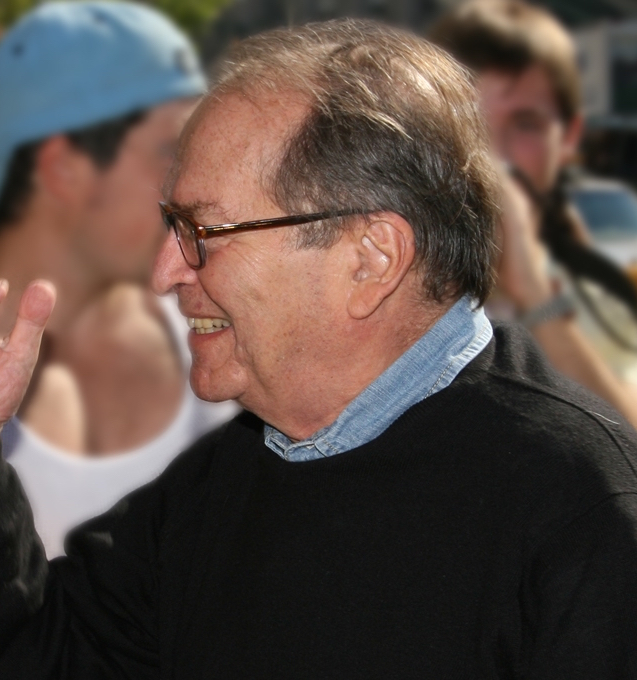
Sidney Lumet

- 1 tháng 6 – Dr. William Sloane Coffin, tu sĩ người Mỹ (m. 2006)
- 2 tháng 6 – Callwood, nhà văn/nhà hoạt động xã hội/nhà báo người Canada (m. 2007)
- 3 tháng 6
  - Ted Mallie, MC người Mỹ (m. 1999)
  - Torsten Wiesel, nhà khoa học người Thụy Điển, từng nhận Giải Nobel Sinh học hoặc Y tế
  - Herk Harvey, đạo diễn phim người Mỹ (m. 1996)
- 4 tháng 6 – Dennis Weaver, diễn viên người Mỹ (McCloud) (m. 2006)
- 12 tháng 6 – George H. W. Bush, Tổng thống thứ 41 của Hoa Kỳ (m. 2018)
- 14 tháng 6 – James W. Black, bác sĩ người Anh (m. 2010)
- 15 tháng 6 – Ezer Weizman, Tổng thống thứ 7 của Israel (m. 2005)
- 17 tháng 6 – Charlotte Armstrong, vận động viên bóng rổ người Mỹ (m. 2008)
- 18 tháng 6 – George Mikan, vận động viên bóng rổ người Mỹ (m. 2005)
- 20 tháng 6
  - Chet Atkins, nhà sản xuất/người chơi ghi-ta nhạc đồng quê (m. 2001)
  - Audie Murphy, diễn viên/anh hùng trong Chiến tránh thế giới thứ 2 (m. 1971)
- 24 tháng 6 – Brian Bevan, vận động viên bóng bầu dục Úc (m. 1991)
- 22 tháng 6 – Bùi Mộng Điệp, Vợ của Bảo Đại (m .2011)
- 27 tháng 6 – Bob Appleyard, vận động viên cricket người Anh
- 29 tháng 6
  - Flo Sandon's, ca sĩ người Ý (m. 2006)
  - Ezra Laderman, nhà soạn nhạc người Mỹ

### Tháng 7

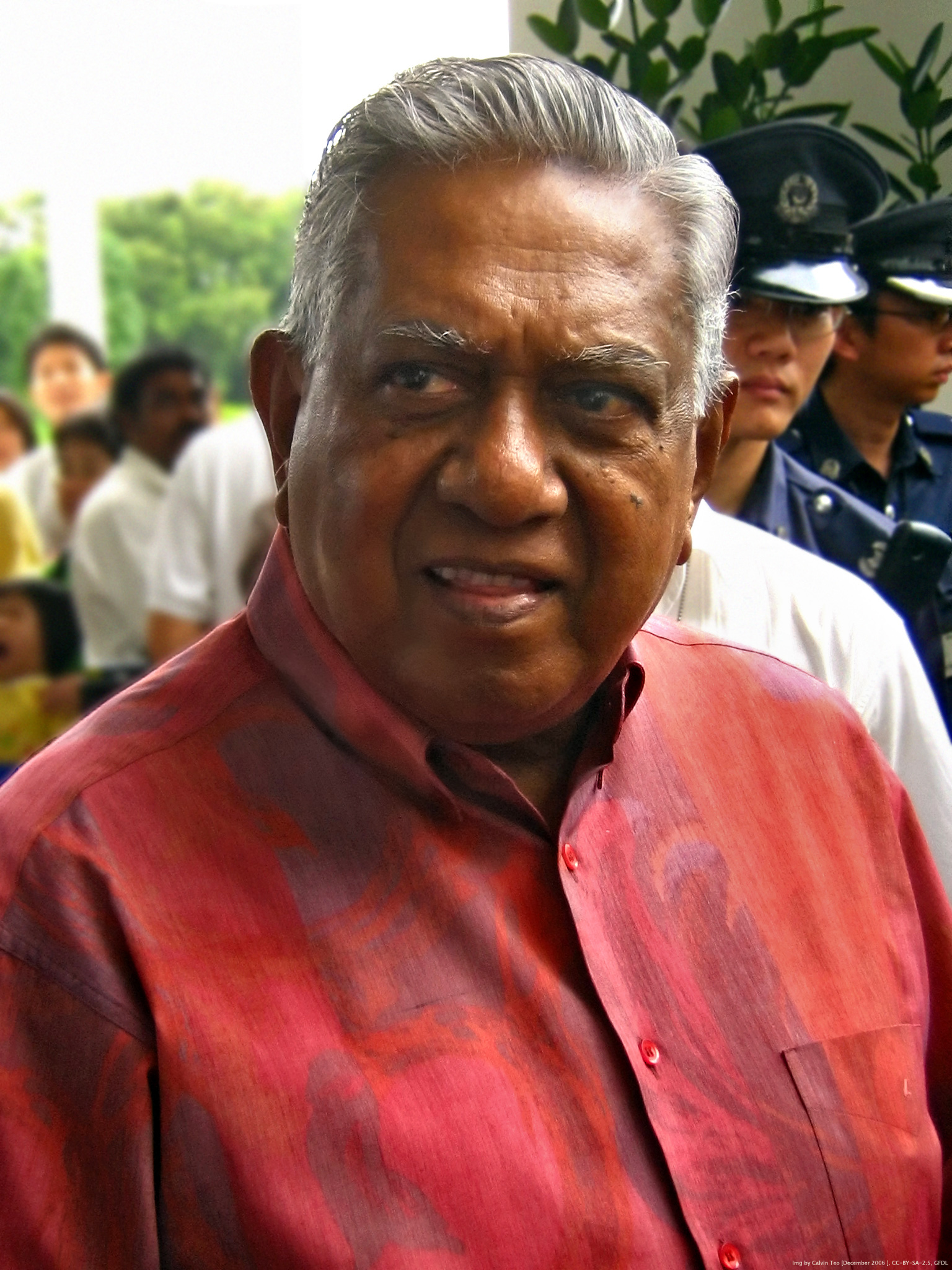
S. R. Nathan

- 3 tháng 7 – S. R. Nathan, Tổng thống thứ sáu của Singapore (m. 2016)
- 4 tháng 7 – Eva Marie Saint, diễn viên người Mỹ
- 5 tháng 7
  - Niels Jannasch, quản lý viên bảo tàng lịch sử Canada (m. 2001)
  - Osman Lins, tiểu thuyết gia Brazilian (m. 1978)
  - János Starker, người chơi Cello Hungarian
- 10 tháng 7 – Svein Hajum, Triết gia người Na Uy (m. 2000)
- 11 tháng 7
  - Brett Somers, (m. 2007)
  - Charlie Tully, cầu thủ bóng đá người Bắc Ireland (m. 1971)
- 13 tháng 7
  - Carlo Bergonzi, người chơi kèn Tennor người Ý
  - Johnny Gilbert, MC người Mỹ
- 15 tháng 7:
  - Makhmud Esambayev (m. 2000)
  - David Cox, là một nhà thống kê người Anh nổi tiếng (m. 2022)
- 19 tháng 7 – Stanley K. Hathaway, chính trị gia người Mỹ (m. 2005)
- 20 tháng 7 – Lola Albright, diễn viên người Mỹ (Peter Gunn)
- 21 tháng 7 – Don Knotts, diễn viên người Mỹ (The Andy Griffith Show) 2006)
- 24 tháng 7 - Thích Thanh Từ, là  thiền sư; nhà khảo cứu, thông dịch và giảng giải các kinh luận Phật học người Việt Nam
- 28 tháng 7 – Anne Braden, nhà hoạt động xã hội người Mỹ (m. 2006)
- 29 tháng 7
  - Robert Horton, diễn viên người Mỹ (Wagon Train)
  - Lillian Faralla, nữ vận động viên bóng chày người Mỹ
  - Elizabeth Short, diễn viên người Mỹ (The Black Dahlia) (m. 1947)

### Tháng 8
- 1 tháng 8

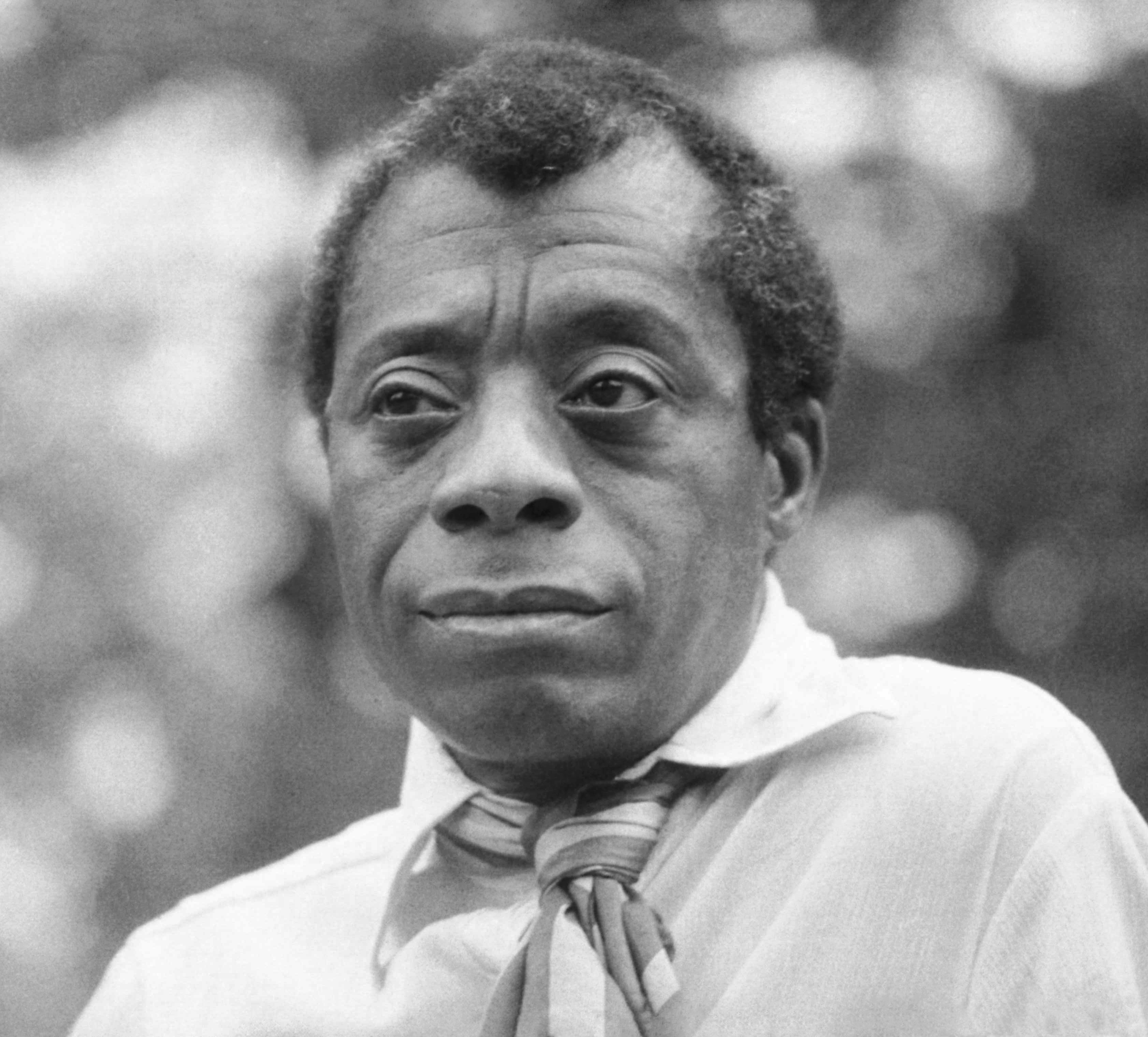
James Baldwin

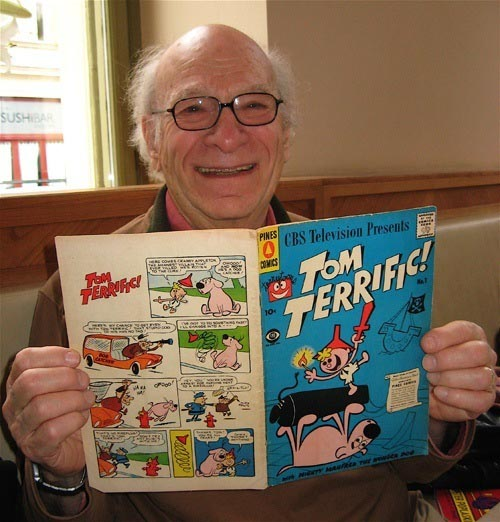
Gene Deitch

  - Georges Charpak, nhà vật lý người Ukraina, từng được nhận Giải Nobel Vật lý (m. 2010)
  - King Abdullah of Ả Rập Saudi
- 2 tháng 8
  - Carroll O'Connor, diễn viên người Mỹ (All In The Family) (m. 2001)
  - James Baldwin, nhà văn người Mỹ (m. 1987)
- 3 tháng 8 – Leon Uris, nhà văn người Mỹ (Exodus) (m. 2003)
- 6 tháng 8 – Gregory Adams, nhà nghiên cứu chính trị người Mỹ (m. 1998)
- 7 tháng 8 – Kenneth Kendall, dẫn chương trình người Anh
- 8 tháng 8 - Gene Deitch, họa sĩ hoạt hình, họa sĩ truyện tranh và đạo diễn phim người Séc (m. 2020)
- 10 tháng 8 – Nancy Buckingham tiểu thuyết gia lãng mạn người Anh.
- 12 tháng 8
  - Derek Shackleton, vận động viên bóng chày Anh (m. 2007)
  - Muhammad Zia-ul-Haq, lãnh đạo của Pakistan (m. 1988)
- 14 tháng 8 – Holger Juul Hansen, diễn viên người Đan Mạch
- 15 tháng 8
  - Werner Abrolat, diễn viên người Đức (m. 1997)
  - Robert Bolt, nhà văn người Anh (m. 1995)
- 16 tháng 8 – Inez Voyce, vận động viên bóng rổ người Mỹ
- 17 tháng 8 – Evan S. Connell, Jr., tiểu thuyết gia, nhà thơ, truyện ngắn người Mỹ
- 23 tháng 8 – Robert Solow, nhà kinh tế người Mỹ, từng được giải Nobel Kinh tế (m. 2023)
- 24 tháng 8
  - Jimmy Gardner (British actor), diễn viên người Anh (m. 2010)
  - Homi Nusserwanji Sethna (Indian Nuclear Scientist), nhà khoa học hạt nhân người Ấn Độ
- 28 tháng 8 – Peggy Ryan, diễn viên người Mỹ (m. 2004)
- 29 tháng 8 – Consuelo Velázquez, nhạc sĩ người México (m. 2005)
- 30 tháng 8 – Geoffrey Beene, nhà thiết kế thời trang México (m. 2004)
- 31 tháng 8 – Buddy Hackett, diễn viên hài người Mỹ (The Love Bug) (m. 2003)

### Tháng 9

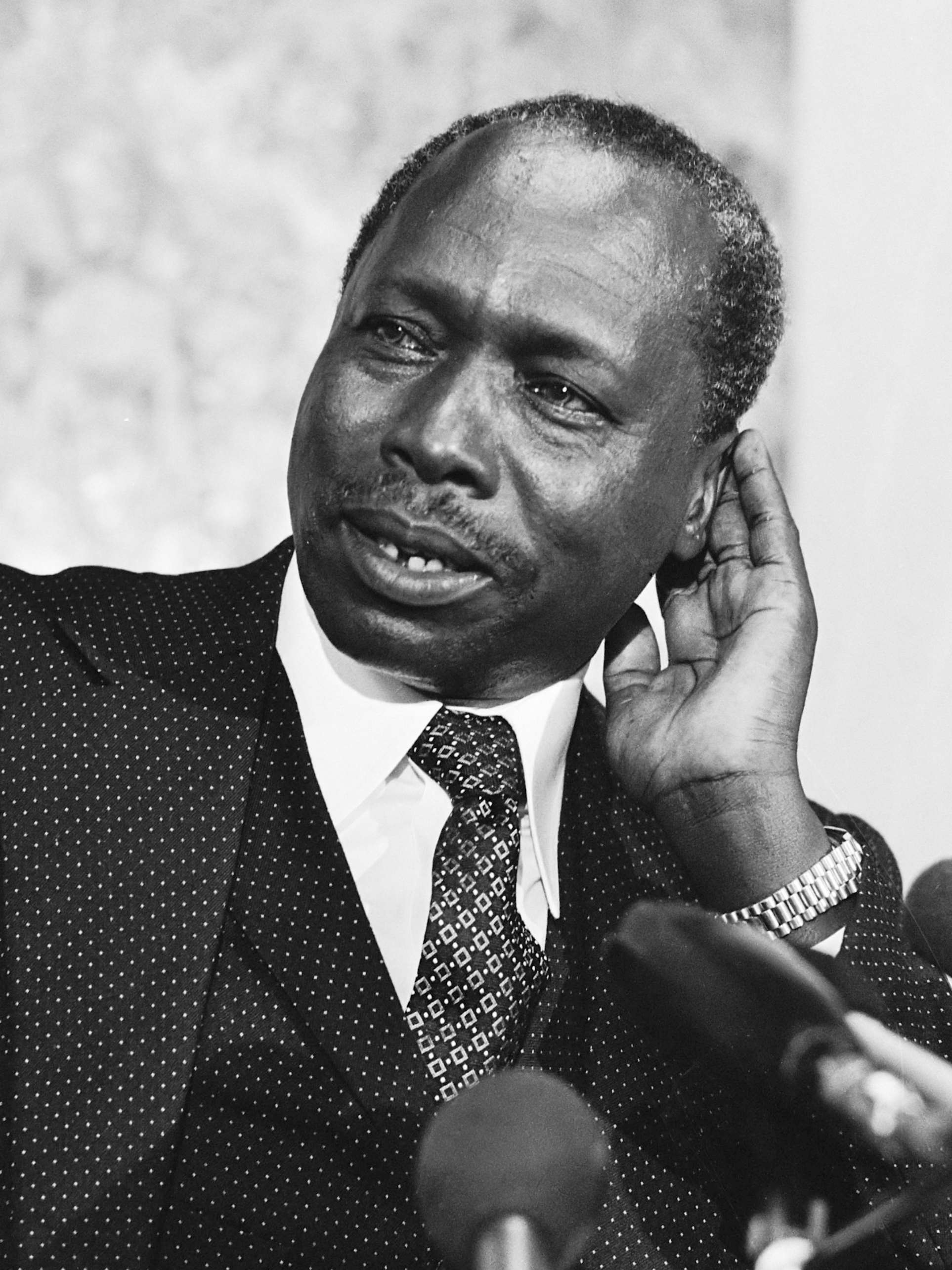
Daniel arap Moi

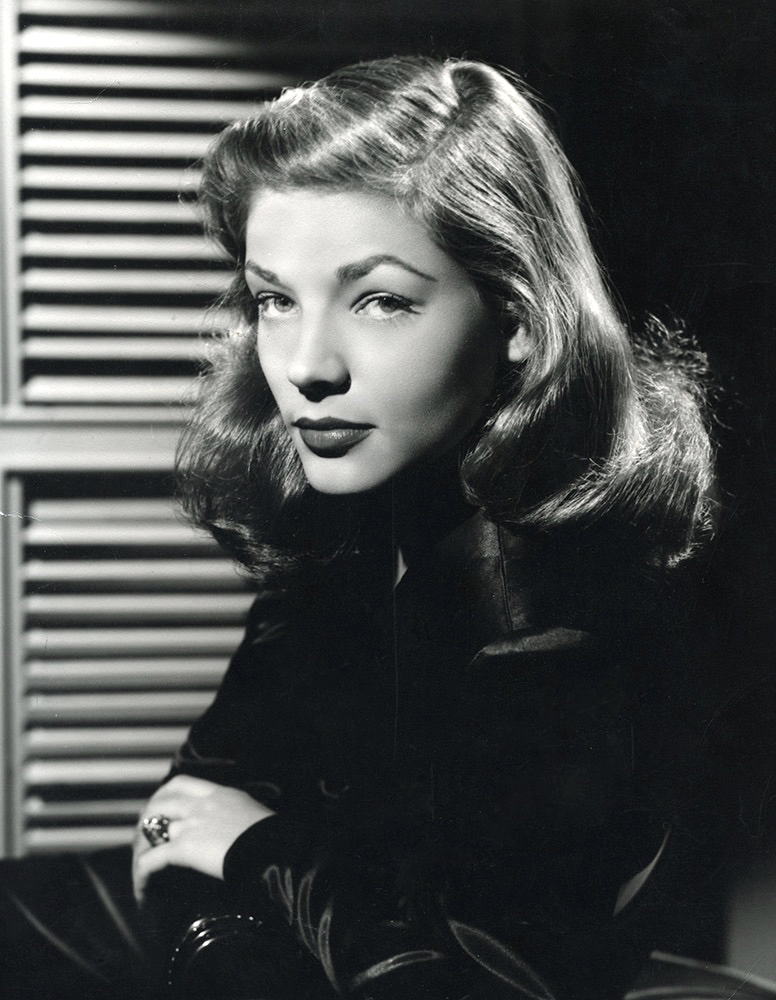
Lauren Bacall

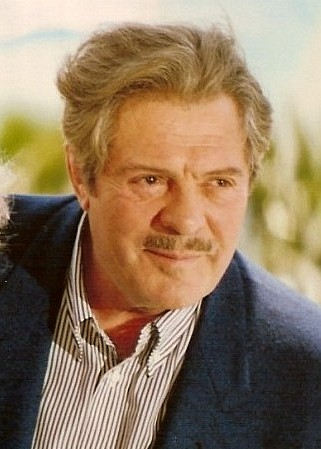
Marcello Mastroianni

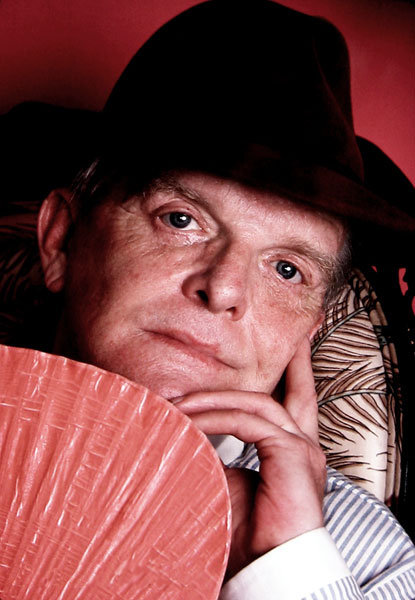
Truman Capote

- 2 tháng 9 – Daniel arap Moi, Tổng thống Kenya (m. 2020)
- 4 tháng 9
  - Joan Aiken, nhà văn người Anh (m. 2004)
  - Anita Snellman, họa sĩ người Phần Lan (m. 2006)
- 5 tháng 9 – Paul Dietzel, huấn luyên viên bóng đá
- 8 tháng 9 – Mimi Parent, họa sĩ người Canada (m. 2005)
- 9 tháng 9
  - Jane Greer, diễn viên người Mỹ (m. 2001)
  - Rik Van Steenbergen, vận động viên xe đạp người Bỉ (m. 2003)
- 11 tháng 9
  - Tom Landry, cầu thủ/huấn luyện viên bóng đá người Mỹ (m. 2000)
  - Rudolf Vrba, người trốn thoát khỏi Auschwitz (m. 2006)
- 13 tháng 9 – Maurice Jarre, nhà soạn nhạc người Pháp (m. 2009)
- 14 tháng 9 – Abioseh Nicol, nhà văn/nhà ngoại giao (m. 1994)
- 15 tháng 9 – Bobby Short, diễn viên hài người Mỹ (m. 2005)
- 16 tháng 9 – Lauren Bacall, diễn viên người Mỹ (m. 2014)
- 19 tháng 9 – Don Harron, diễn viên hài người Canadian
- 20 tháng 9 – Hermann Buhl, vận động viên leo núi người Úc (m. 1957)
- 22 tháng 9
  - Charles Keeping, họa sĩ người Anh (m. 1988)
  - Rosamunde Pilcher, tiểu thuyết gia người Anh
- 23 tháng 9 – Heinrich Schultz, nhà hoạt động văn hóa người Estonia
- 26 tháng 9 – Nina Bocharova, huấn luyện viên thể dục người Liên Xô
- 27 tháng 9 – Bernard Waber, nhà văn chuyên viết truyện cho thiếu nhi người Mỹ
- 30 tháng 9 – Truman Capote, nhà văn người Mỹ (m. 1984)

### Tháng 10
- 1 tháng 10

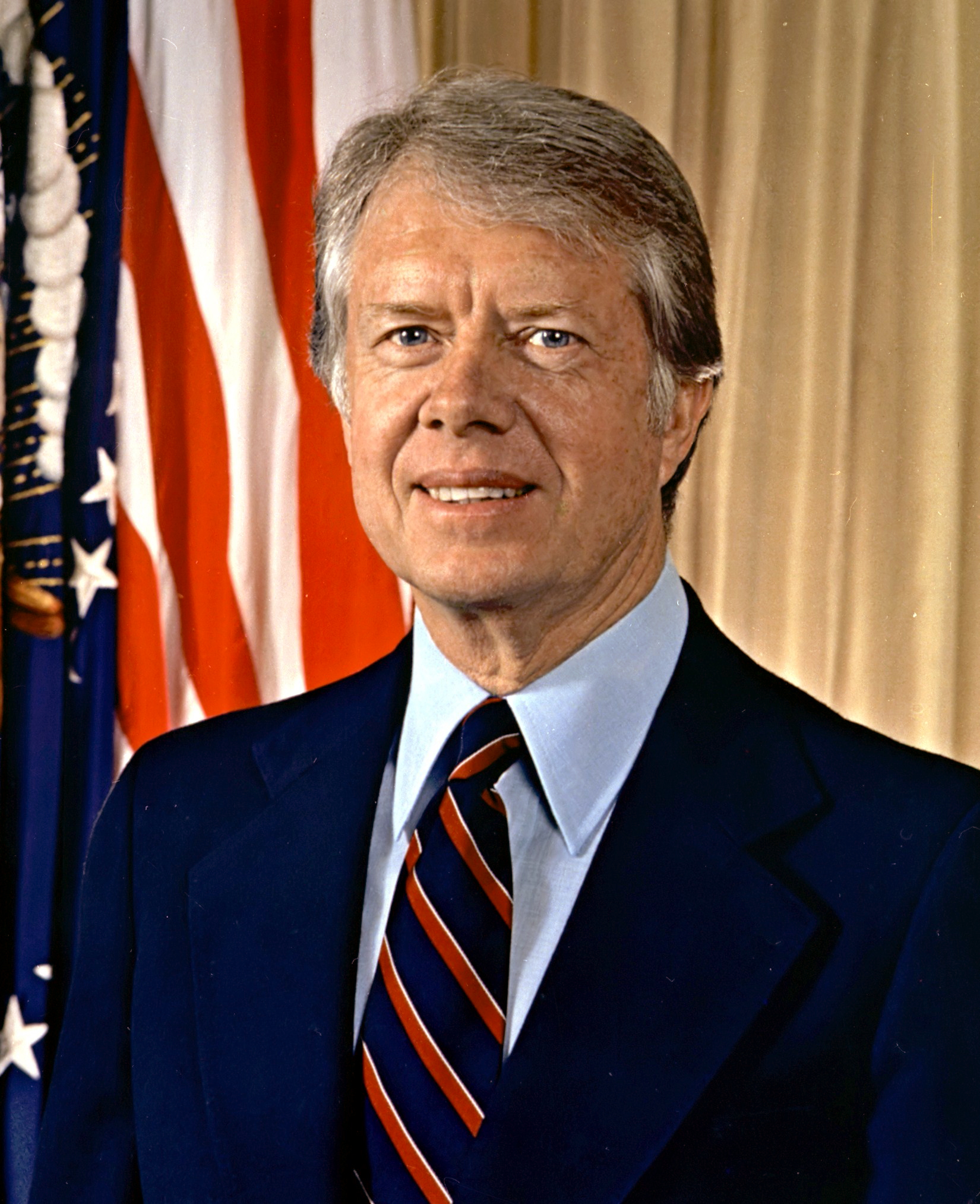
Jimmy Carter

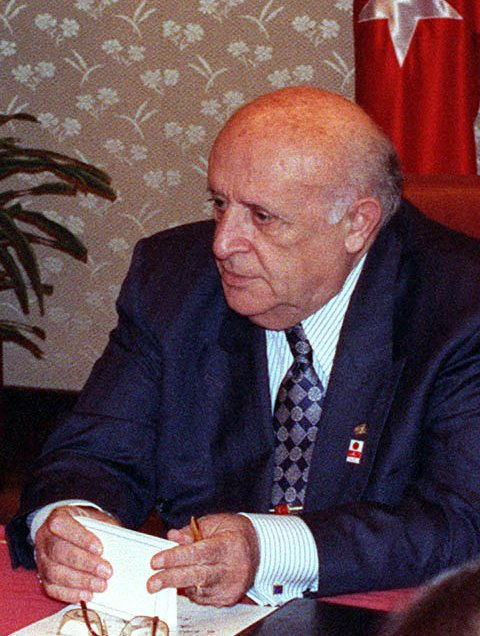
Süleyman Demirel

  - Jimmy Carter, Tổng thống thứ 39 của Hoa Kỳ, từng được Giải Nobel Hòa bình (m. 2024)
  - William Rehnquist, (m. 2005)
- 2 tháng 10 - Ruby Stephens, vận động viên bóng rổ người Mỹ (m. 1996)
- 8 tháng 10 – Alphons Egli, thành viên của Hội đồng Liên Bang Thụy Điển
- 10 tháng 10
  - Margaret Fulton, nhà văn người Úc
  - Ed Wood, nhà làm phim người Mỹ (Plan 9 From Outer Space) (m. 1978)
- 11 tháng 10 – Mal Whitfield, vận động viên điền kinh người Mỹ
- 13 tháng 10 – Moturu Udayam, nữ hoạt động xã hội người Ấn Độ (m. 2002)
- 14 tháng 10 – Robert Webber, diễn viên người Mỹ (m. 1989)
- 15 tháng 10 – Mark Lenard, diễn viên người Mỹ (m. 1996)
  - Lee Iacocca, nhà tư bản người Mỹ
- 21 tháng 10: 
  - Celia Cruz, ca sĩ người Cuba (m. 2003)
  - Joyce Randolph, diễn viên người Mỹ (The Honeymooners)
  - Viễn Châu, vọng cổ của cải lương Việt Nam (m. 2016)
- 24 tháng 10 – Christine Glanville, người điều khiển con dối người Anh (m. 1999)

### Tháng 11

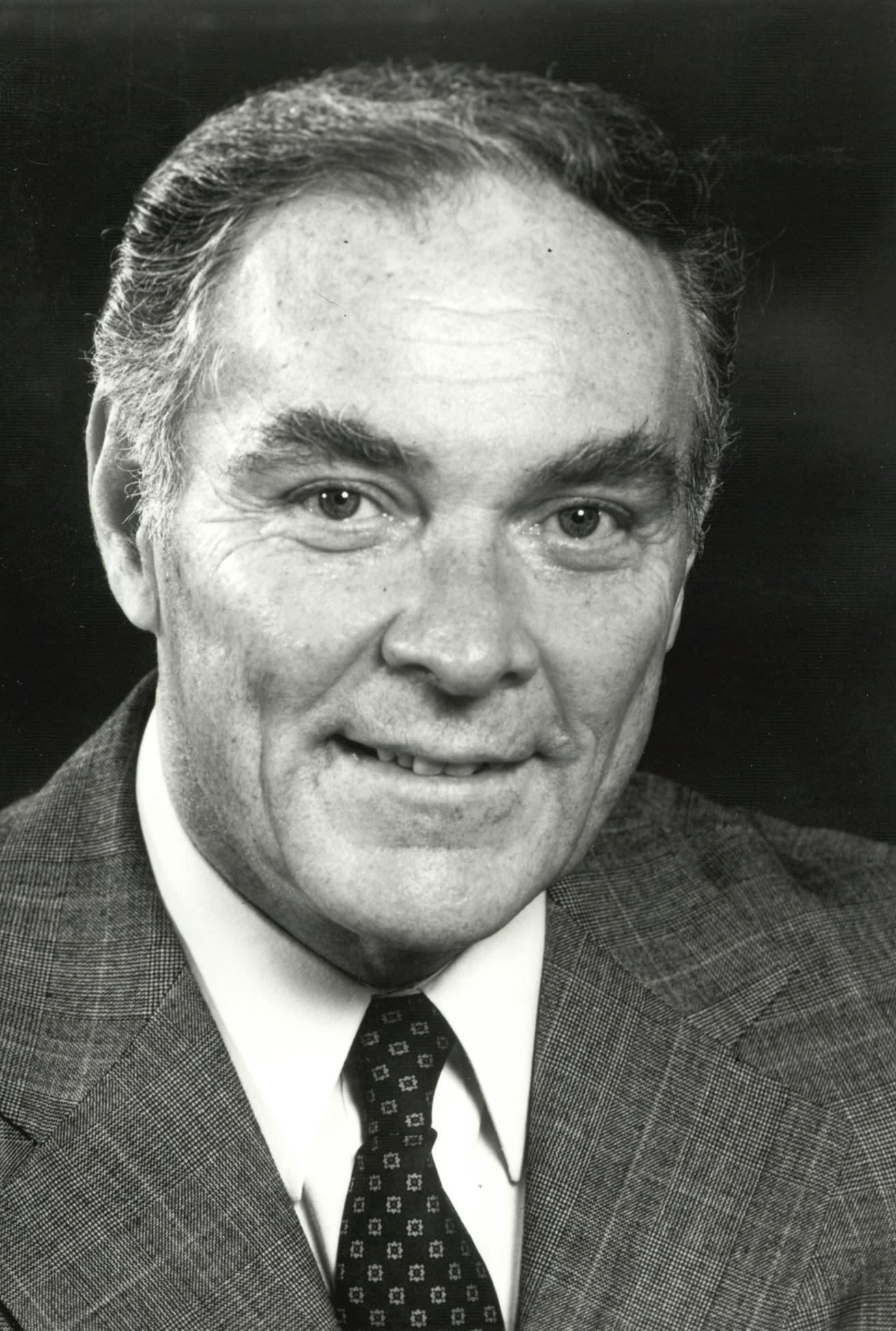
Alexander Haig

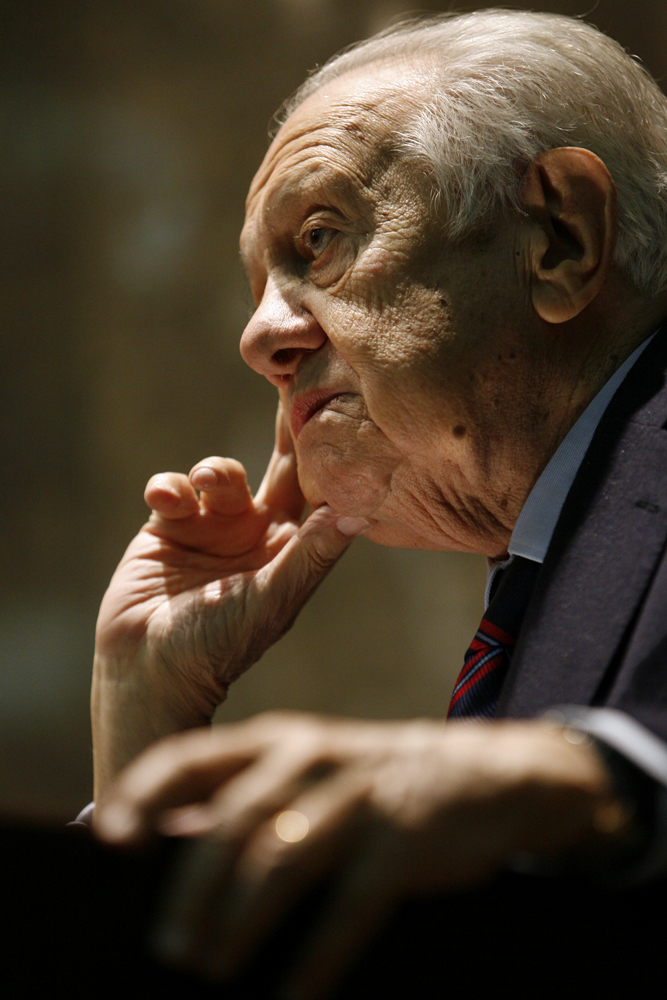
Mário Soares

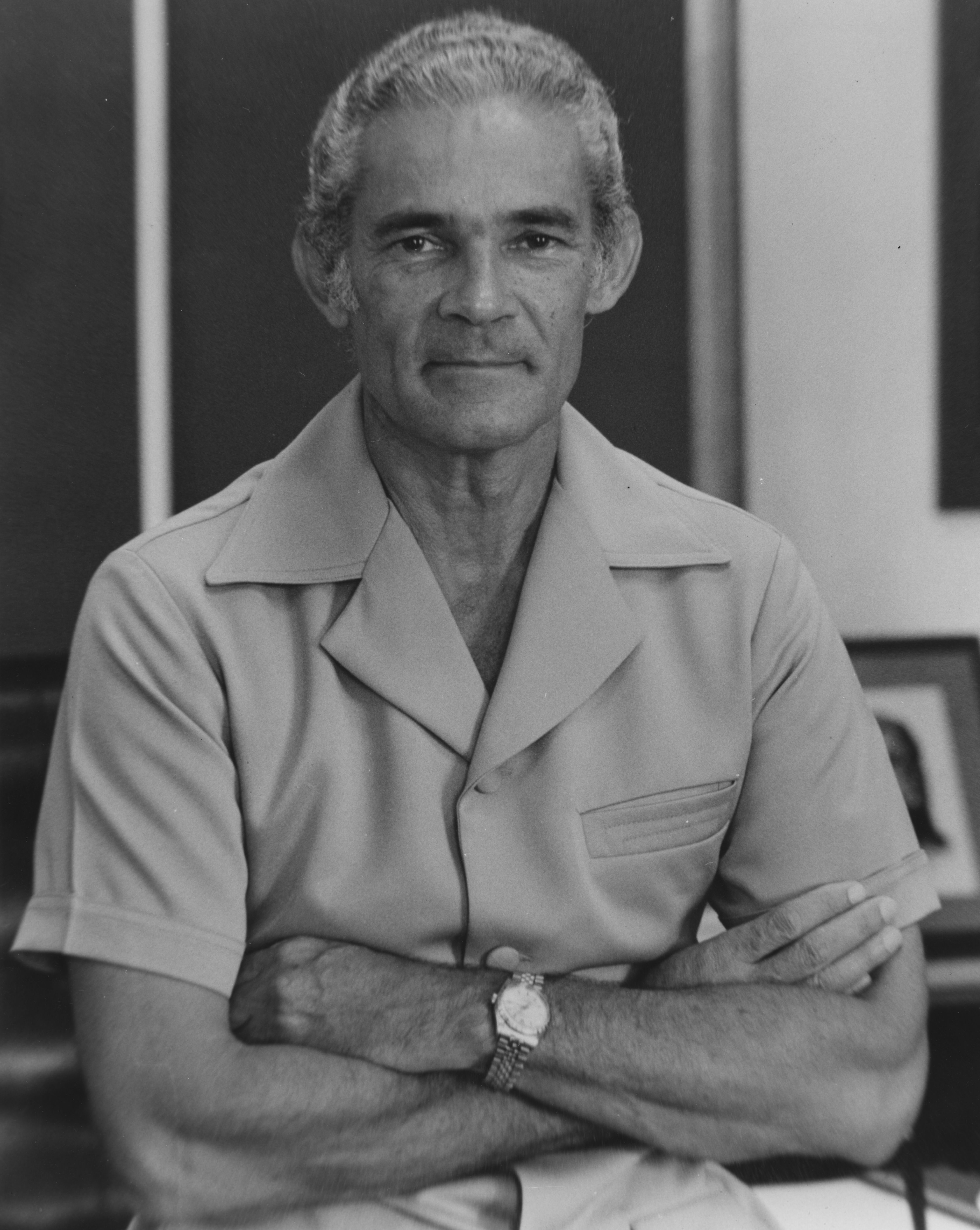
Michael Manley

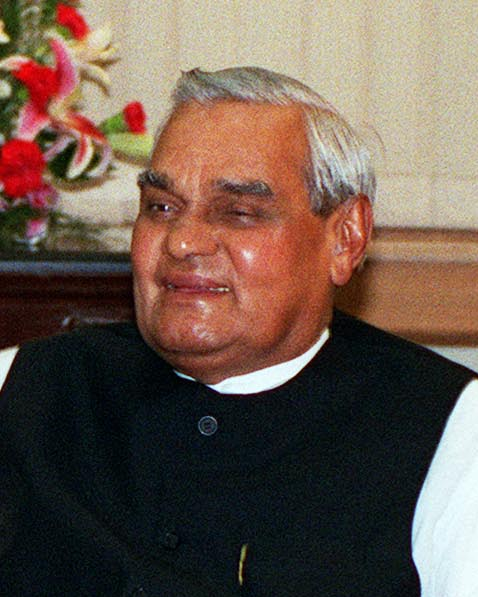
Atal Bihari Vajpayee

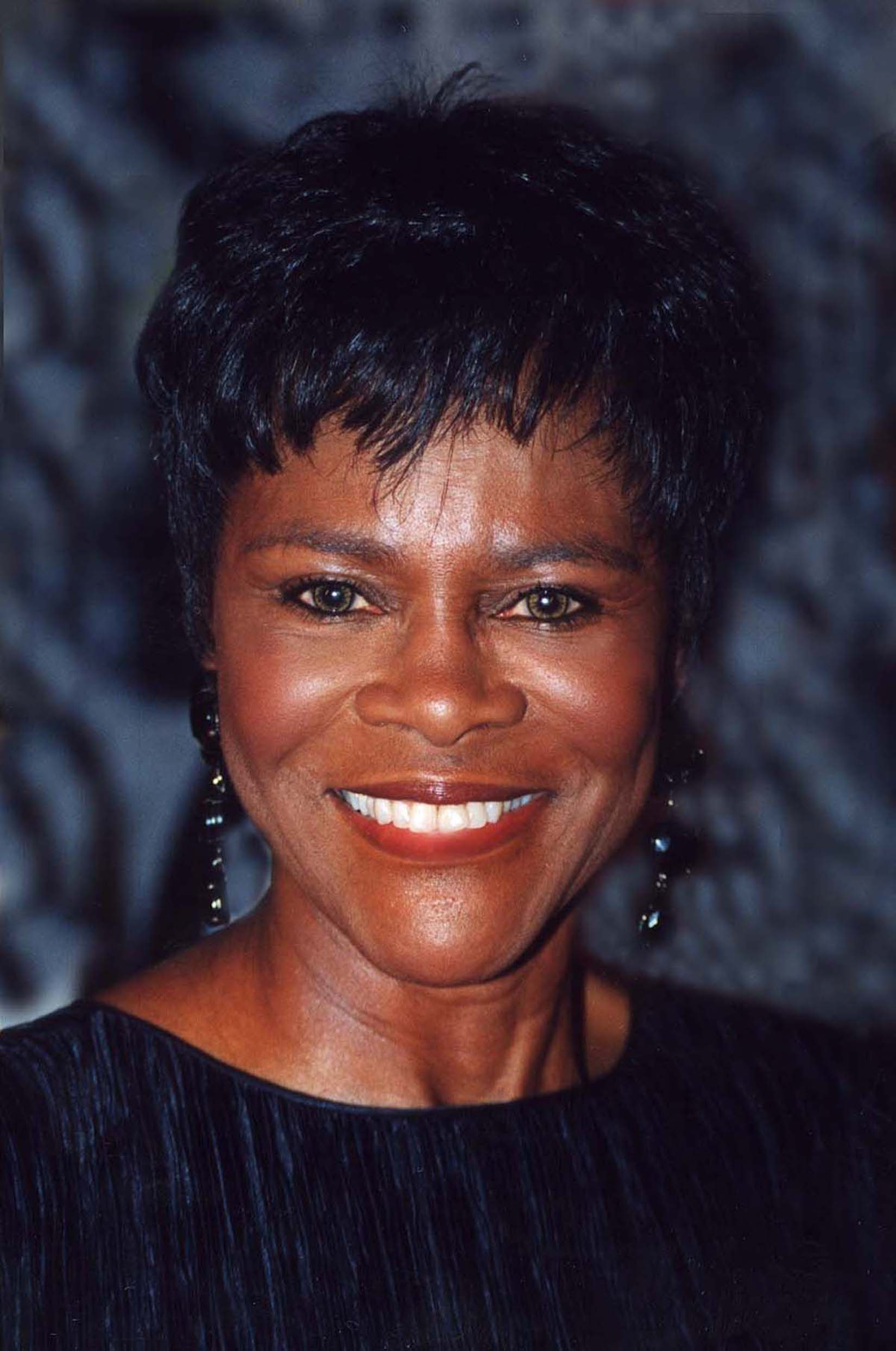
Cicely Tyson

- 6 tháng 11 – Jeanette Schmid, người huýt sáo người Đức (m. 2005)
- 8 tháng 11 - Dmitry Yazov, thống chế Liên Xô và Nga (m. 2020)
- 9 tháng 11 – Robert Frank, nhiếp ảnh gia người Thụy Sĩ
- 10 tháng 11 – Russell Johnson, diễn viên người Mỹ (Gilligan's Island)
- 11 tháng 11: 
  - Evelyn Wawryshyn, vận động viên bóng đá chuyên nghiệp người Canada
  - Phan Huỳnh Điểu, nhạc sĩ người Việt Nam (m. 2015)
- 13 tháng 11 – Motoo Kimura, nhà di truyền học người Nhật (m. 1994)
- 19 tháng 11 – William Russell, diễn viên người Anh
- 20 tháng 11 – Benoît Mandelbrot, nhà toán học người Ba Lan
- 23 tháng 11 – Anita Linda, diễn viên Philippines
- 24 tháng 11
  - Mel Patton, vận động viên điền kinh người Mỹ
  - Joanne Winter, nữ vận động viên bóng chày người Mỹ (m. 1996)
- 25 tháng 11 – Takaaki Yoshimoto, nhà thơ/nhà phê bình người Nhật
- 28 tháng 11 – Dennis Brutus, nhà hoạt động xã hội chống chủ nghĩa Apartheid người Nam Phi

### Tháng 12
- 2 tháng 12 – Alexander M. Haig, Jr., nhà chính trị người Mỹ (m. 2010)
- 3 tháng 12 – Francisco Sionil José, nhà văn người Philipine, Philippine National Artist for Literature
- 6 tháng 12 – Wally Cox, diễn viên (Mr. Peepers)(m. 1973)
- 7 tháng 12 – Bent Fabric, nhà soạn nhạc/chơi piano người Ba Lan
- 12 tháng 12
  - Ed Koch, Thị trưởng New York từ 1978 to 1989
  - Robert Coogan, diễn viên người Mỹ (m. 1978)
  - Nguyễn Quang Cẩm, Đại tá Việt Nam (m. 2022)
- 17 tháng 12 - Margaret Wigiser, vận động viên bóng chày người Mỹ
- 20 tháng 12: 
  - Nguyễn Đình Thi, là một nhà văn, nhà thơ, nhà phê bình văn học và nhạc sĩ Việt Nam thời hiện đại. (m. 2003)
  - Trần Quốc Hương, chính trị gia người Việt Nam (m. 2020)
- 23 tháng 12 – Bob Kurland, vận động viên bóng rổ người Mỹ
- 24 tháng 12 – Mohammed Rafi, ca sĩ người Ấn Độ (m. 1980)
- 25 tháng 12
  - Rod Serling, người viết kịch bản truyền hình (The Twilight Zone) (m. 1975)
  - Atal Behari Vajpayee, Tổng thống thứ 10 của Ấn Độ
  - Moktar Ould Daddah, Tổng thống đầu tiên của Mauritanie (m. 2003)
- 28 tháng 12 – Milton Obote, Tổng thống Uganda (m. 2005)
- 31 tháng 12
  - Taylor Mead, diễn viên người Mỹ
  - Frank J. Kelley, 50th luật sư Michigan

## Mất
- 3 tháng 2 - Woodrow Wilson (sinh 1856)
- 19 tháng 6 - Phạm Hồng Thái, là một nhà hoạt động trong Phong trào Đông Du Việt Nam (sinh 1896).
- 21 tháng 1 - Vladimir Lenin (sinh 1870)
- 25 tháng 2 - Phạm Duy Tốn (sinh 1883)

## Giải Nobel
- Vật lý - Manne Siegbahn
- Hóa học - Không trao
- Sinh học hoặc Y học - Willem Einthoven
- Văn học - Władysław Stanisław Reymont
- Hòa bình - Không trao